# Iefim Gambourg
Pour les articles homonymes, voir Gamburg.
Iefim Abramovitch Gambourg (en russe : Ефим Абрамович Га́мбург), né le 10 juin 1925 à Moscou et mort le 13 juin 2000 dans la même ville, est un réalisateur de films d'animation soviétique puis russe,.

## Biographie
Vétéran de la Seconde guerre mondiale, Iefim Gambourg est décoré de l'ordre de l'Étoile Rouge et de médailles. Diplômé du département d'art et de graphisme de l'Université pédagogique d'État de Moscou.
En 1955, il commence à travailler comme animateur au studio de cinéma Soyuzmultfilm et fait ses débuts en tant que réalisateur en 1964 dans le magazine cinématographique Fitil.
Membre du PCUS depuis 1952.
Décédé le 13 juin 2000. Inhumé au cimetière Donskoïe.

## Filmographie
Réalisateur
- 1966 : L'Origine de l'espèce (ru) (Происхождение вида)
- 1967 : Passions d'espionnage (Шпионские страсти)
- 1970 : Attention aux loups ! (ru) (Внимание! Волки!)
- 1972 : La Terre où vous vivez (ru) (Край, в котором ты живёшь)
- 1976 : Le Chiot bleu (ru) (Голубой щенок)
- 1978 : Le Vol selon... (ru) (Ограбление по…)
- 1981 : Le Chien botté (Пес в сапогах)
- 1989 : Stéréotypes (ru) (Стереотипы)
- 2003 : Khorocho zabytoïe staroïe (ru) (Хорошо забытое старое)